# Lepidium apetalum
Lepidium apetalum är en korsblommig växtart som beskrevs av Carl Ludwig von Willdenow. Lepidium apetalum ingår i släktet krassingar, och familjen korsblommiga växter. Inga underarter finns listade i Catalogue of Life.

## Bildgalleri

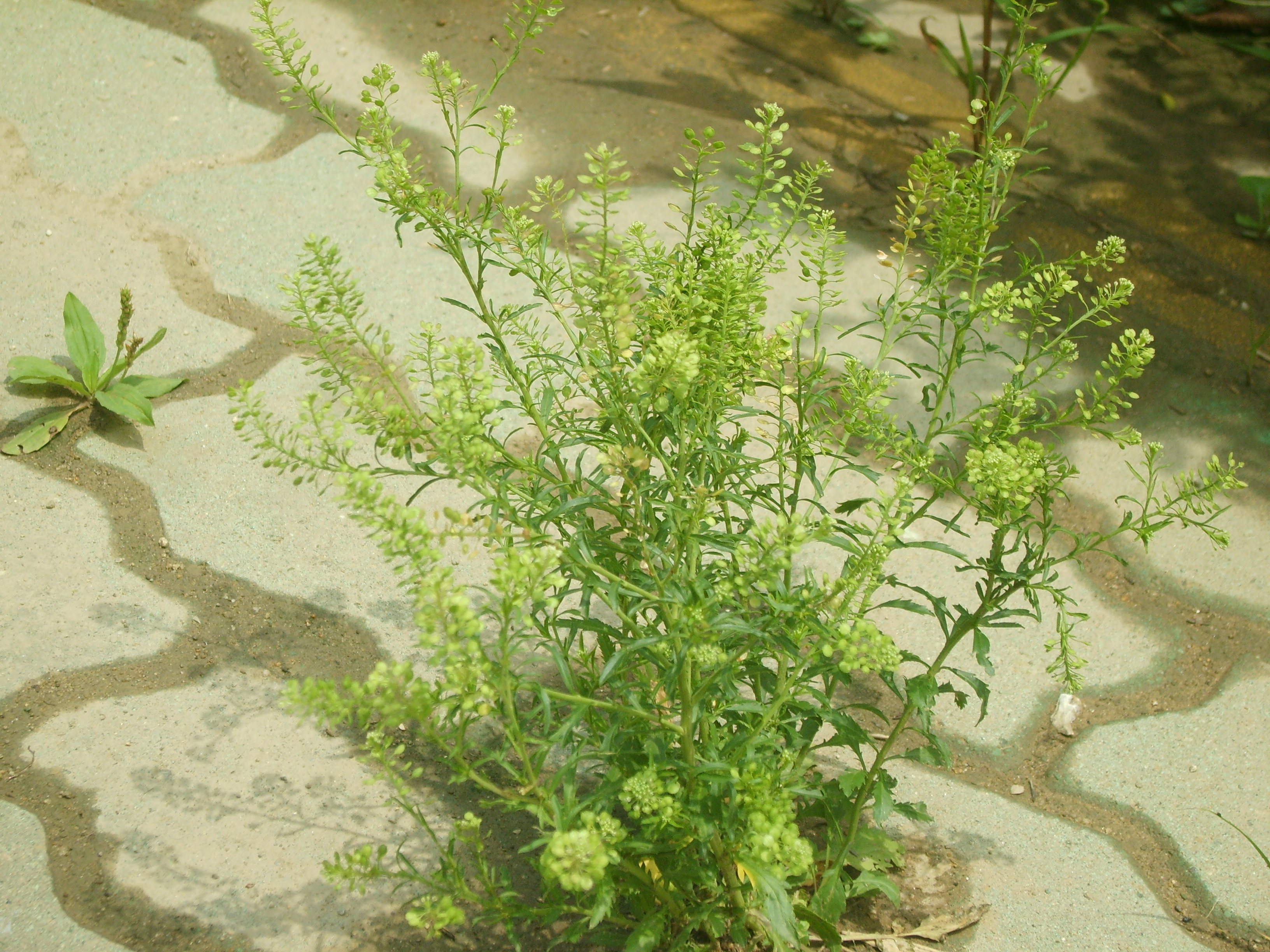
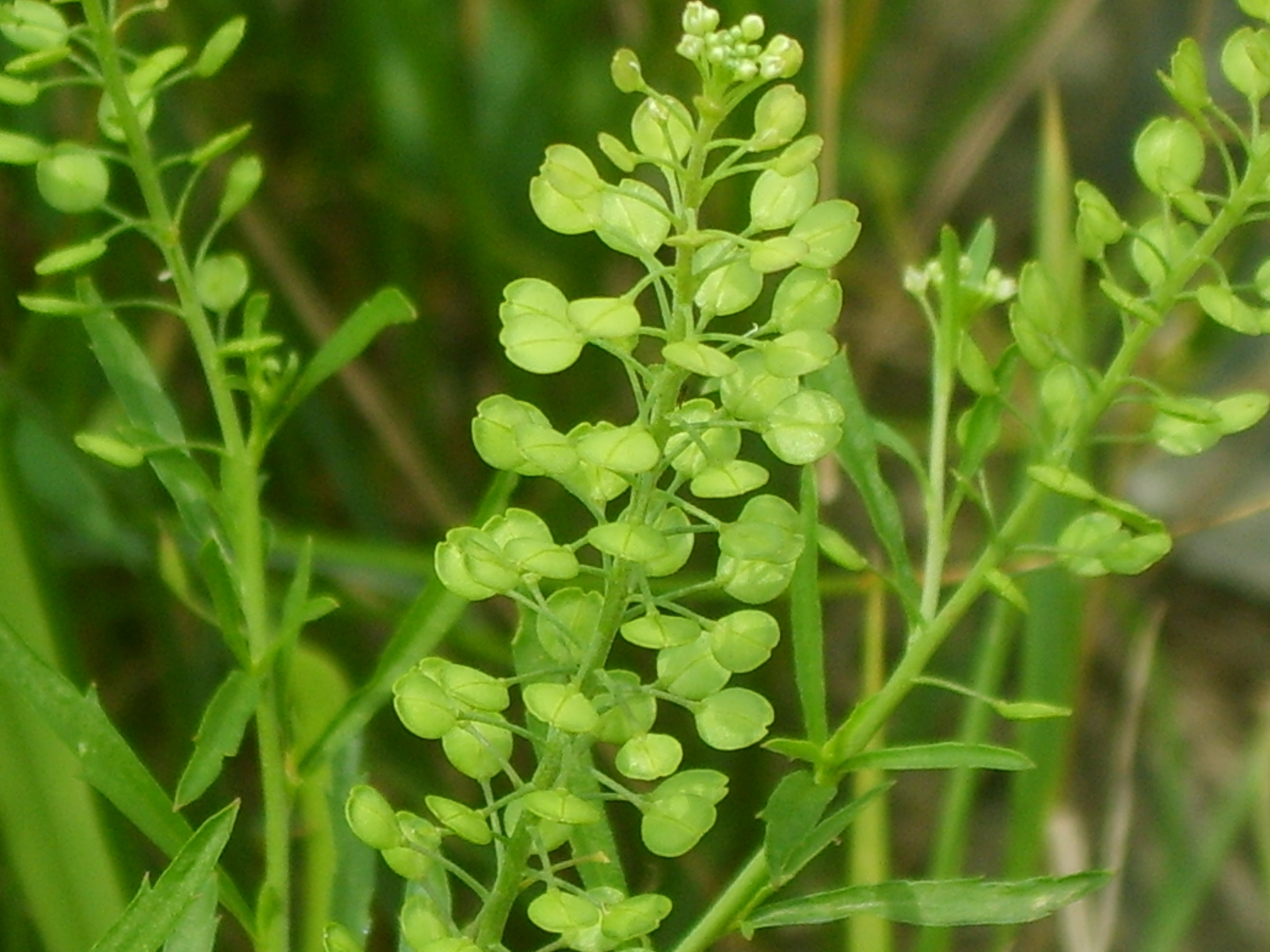